# Lee Tae-hoon (cầu thủ bóng đá)
Đây là một tên người Triều Tiên, họ là Lee.
Lee Tae-hoon  (sinh ngày 7 tháng 6 năm 1961) là một cựu cầu thủ bóng đá chuyên nghiệp người Hàn Quốc. Hiện tại, ông đang là huấn luyện viên trưởng của Câu lạc bộ Bóng đá Visakha tại giải bóng đá vô địch quốc gia Campuchia.

## Sự nghiệp
Từ tháng 10 năm 2010 đến tháng 6 năm 2012, ông đã huấn luyện đội tuyển bóng đá quốc gia Campuchia. Kể từ tháng 7 năm 2013, ông lại là huấn luyện viên trưởng của đội U-15 Campuchia.
Ông Lee Tae-hoon làm việc ở Campuchia từ tháng 8/2010 cho đến tháng 3/2017, dẫn dắt ĐTQ nước này tổng cộng 45 trận, thắng 16, hòa 4, thua 24, thành tích tốt nhất trong các đời HLV.
Năm 2019, V-League 2019 ông trở thành HLV trưởng Hoàng Anh Gia Lai sau khi làm Giám đốc kĩ thuật mùa giải 2018-2019 và quay lại vị trí giám đốc kĩ thuật vào ngày 28/9/2020 sau trận thua 0-2 trước Sông Lam Nghệ An trên sân Vinh tại vòng 12 V-League 2020.